# ヤクプ・サターシ
ヤクプ・サターシ（Yakup Satar、1898年3月11日 - 2008年4月2日）は、トルコのスーパーセンテナリアン。トルコ国内の第一次世界大戦の軍人最後の生き残りであった。
1898年、ロシア帝国のクリミア半島に生まれる。
1915年にオスマン帝国軍に加わり、1917年2月23日、バグダードでイギリス軍に捕虜にされた。終戦後に解放され、1919年から1923年まで続いたトルコ革命でムスタファ・ケマル・アタテュルクの軍隊に仕えた。
110歳の誕生日の少し前、軍病院で感染症の治療を受け、それ以降エスキシェヒルの自宅に住んでいた。スーパーセンテナリアンとなった22日後の2008年4月2日、死去した。
独立戦争以降の記憶と日常生活は、ドキュメンタリー映画のソン・ブルシュマに描かれている。